# 库蒂尔 (摩泽尔省)
库蒂尔（法語：Coutures，法語發音：[kutyʁ] ⓘ）是法国摩泽尔省的一个旧市镇。1975年，库蒂尔并入萨兰堡。

## 地理
库蒂尔（48°51'N, 6°33'E）面积，位于法国大東部大區摩泽尔省，该省份为法国东北部内陆省份，是洛林的一部分，西南接默尔特-摩泽尔省，东临下莱茵省，北与卢森堡和德国接壤。
库蒂尔的时区为UTC+01:00、UTC+02:00（夏令时）。

## 行政
库蒂尔的邮政编码为57170，INSEE市镇编码为57157。

## 人口
库蒂尔于2018年1月1日时的人口数量为208人。